# Uhre
Uhre is een plaats in de Deense regio Midden-Jutland, gemeente Ikast-Brande, en telt 283 inwoners (2008).